# تیرادنترو

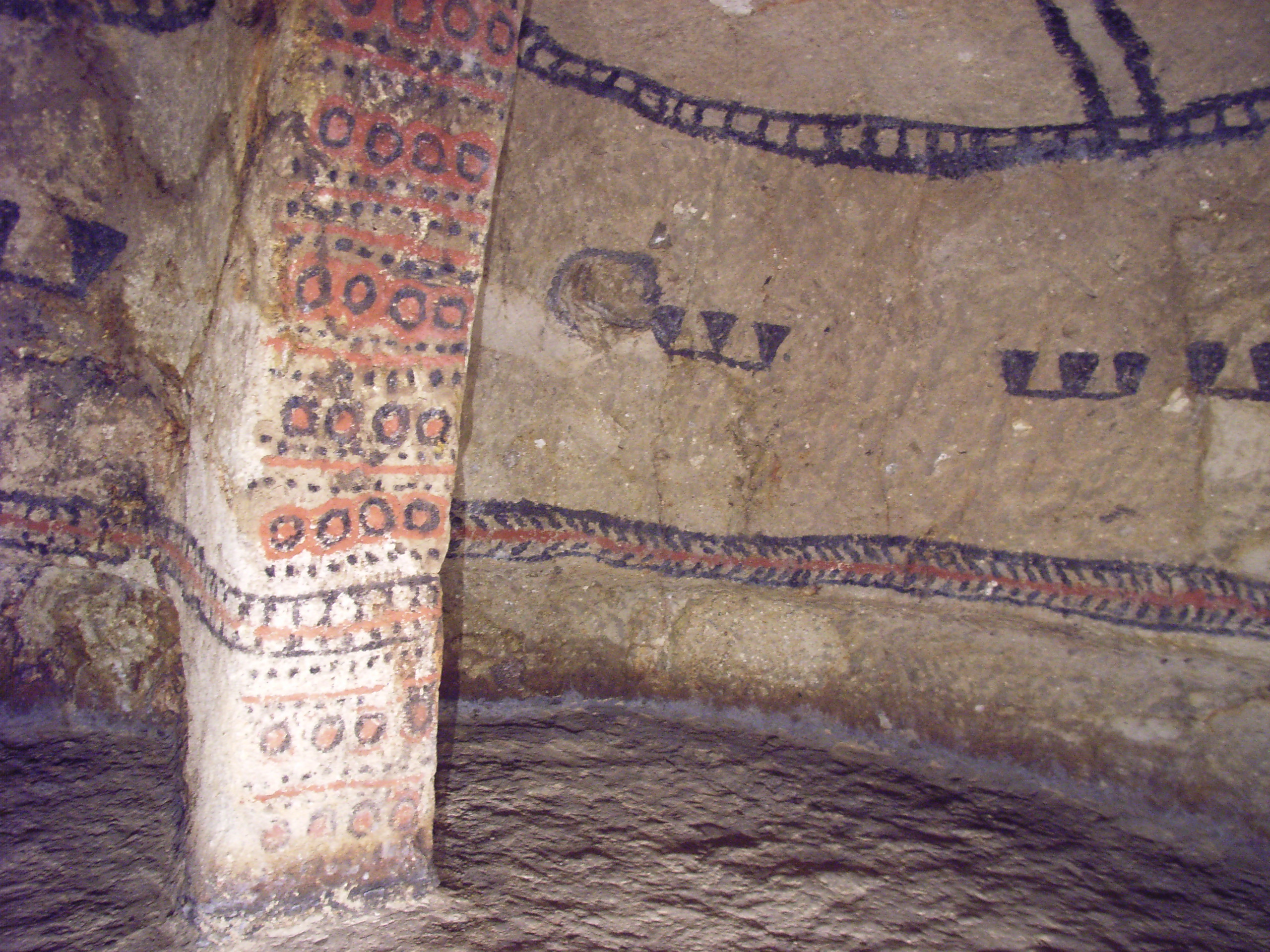
تیرادنترو

تیرادنترو یک محوطه باستان‌شناسی در کشور کلمبیاست که آثار تمدن‌های دوران پیشاکلمبی سرخپوستان در آن وجود دارد. این محوطه از سال ۱۹۹۵ به ثبت جهانی رسیده و امروزه جزو میراث جهانی یونسکو محسوب می‌شود. در این محوطه آثار انسان‌دیسی و معماری زیادی وجود دارد.